# Paliavana plumerioides
Paliavana plumerioides är en tvåhjärtbladig växtart som beskrevs av Chautems. Paliavana plumerioides ingår i släktet Paliavana och familjen Gesneriaceae. Inga underarter finns listade i Catalogue of Life.